# Aderus paulonotatus
Aderus paulonotatus é uma espécie de inseto besouro da família Aderidae. Foi descrita cientificamente por Maurice Pic em 1924.

## Distribuição geográfica
Habita nas Filipinas.